# Нильсен, Рагна
Рагна Вильгельмина Нильсен (норв. Ragna Vilhelmine Nielsen, 17 июля 1845 — 29 сентября 1924) — норвежский педагог, директор школы, публицист, организатор, политик и феминистка.

## Личная жизнь
Рагна Нильсен родилась в Христиании (современное название г. Осло, Норвегия) в семье Йоргена Акселя Николая Ульмана и его жены, педагога, публициста, литературного критика и феминистки Катрин Йоханны Фредрикке Вильгельмине Дюнкер. Она вышла замуж за Людвига Нильсена в 1879 году и поселилась с ним в Тромсё, на самом севере Норвегии. Супруги расстались в 1884 году, когда она вернулась в Кристианию. Рагна была сестрой политика Вигго Ульмана.

## Карьера
В детстве Рагна посещала школу для девочек своей матери, а затем частную школу для девочек Хартвига Ниссена до 1860 года. С 1862 года она уже сама работала в школе Ниссена, где преподавала до 1879 года. Она также работала учительницей в Тромсё до 1884 года. В следующем году Рагна Нильсен основала в Кристиании Реальную латинскую школу фру Нильсен (норв. Fru Nielsens Latin- og Realskole). Она начиналась как школа для девочек, но вскоре стала общей школой как для девочек, так и для мальчиков. Рагна была первой директрисой средней школы (норв. gymnas) в Норвегии. Она возглавляла Норвежскую ассоциацию за женские права в течение двух периодов — с 1886 по 1888 год и с 1889 по 1895 год. Она основала или была соучредительницей ряда организаций, в том числе Женского избирательного общества (норв. Kvindestemmeretsforeningen) в 1885 году, Норвежской женской ассоциации профсоюзов (норв. Norske kvindelige Handelsstands Forening) в 1890 году, Норвежской ассоциации мира (норв. Norsk Fredsforening) в 1891 году и «Hjemmenes Vel» в 1898 году. Она была избрана в городской совет Кристиании, где заседала с 1901 по 1904 год. Рагна Нильсен была одним из основателей языковой организации «Riksmålsforeningen» в 1907 году и возглавляла её с 1909 по 1910 год. Она была вовлечена в движение спиритуалистов и была соучредителем Норвежской компании по психическим исследованиям (норв. Norsk Selskap for Psykisk Forskning) в 1917 году.
Рагна Нильсен была соосновательницей женского журнала «Норвежские женщины» (норв. Norske Kvinder) в 1921 году. Среди её работ можно выделить книги «Норвежские женщины в XIX веке» (норв. Norske kvinder i det 19de aarhundrede, 1904), «Fra de smaa følelsers tid» (1907) и «Сизиф и политические партии» (норв. Sisyphos og de politiske partier, 1922).